# 1065e régiment d'artillerie de la Garde
Le 1065e régiment d'artillerie de la Garde (unité militaire n° 62297) est une unité des troupes aéroportées russes basée à Kostroma, qui fait partie de la 98e division aéroportée de la Garde.

## Histoire
Le régiment est créé le 18 décembre 1944 en pleine Seconde Guerre mondiale, lorsque, par ordre du Commissariat du peuple à la défense de l'URSS n° 0047, le 74e régiment d'artillerie lourd de la Garde (comme il est nommé à l'époque) est formé dans la camp d'entraînement militaire.
La formation s’achève entre le 22 janvier 1945 et le 23 février 1945, au cours duquel il est déployé sur le territoire du royaume de Hongrie, où l'unité rejoint la 54e brigade d'artillerie divisionnaire de la Garde de la 99e division de fusiliers de la Garde « Svir ». Le personnel du régiment effectue son premier baptême du feu le 16 mars 1945, lorsque, au sein de la division, il lance une attaque dans le cadre de l'offensive Vienne du 3e front ukrainien sur le groupement ennemi « Balaton », qui comprend 11 divisions de chars, ainsi que la célèbre 3e division SS Totenkopf.
Depuis le 1er mai 1962, le régiment fait partie de la 98e division aéroportée de la Garde.

### Invasion de l'Ukraine en 2022
Le régiment participe à l'invasion russe de l'Ukraine en 2022.

## Commandants
- Colonel Sergueï Ivanovitch Kovalev (?-2011)
- Colonel  Alexeï Nikolaevitch Koblov (2011-?)
- Colonel Roman Yourievitch Mikhaïline (?-2019)
- Colonel Youri Valerievitch Dioudia (depuis 2019)